# Список встраиваемых дополнений для Microsoft Visual Studio
Ниже представлен список встраиваемых дополнений для Microsoft Visual Studio. 
Встраиваемые дополнения представляют собой программные продукты, разработанные для использования в составе Microsoft Visual Studio, расширяя и дополняя его возможности. Существует множество версий Microsoft Visual Studio, поэтому некоторые из перечисленных продуктов могут быть несовместимы с определенными версиями VS. Кроме того, Express версии Visual Studio не поддерживают никаких дополнений. Управляемые встраиваемые дополнения обычно располагаются в следующем каталоге Windows Vista (и выше):
```
C:\Users\{username}\Documents\Visual Studio {version}\Addins
. 
```

Встраиваемые дополнения на основе COM могут быть установлены в любой каталог, поскольку пути к их каталогам записываются в реестр.

## Языковые дополнения
- Ада;
- CodeDrive для разработки ActionScript 3-приложений;
- Boo;
- Eiffel;
- F#;
- HLSL, GLSL и Cg за счёт NShader[1];
- Oxygene;
- Phalanger для сборки приложений ASP.NET при помощи PHP;
- VS.php для сборки PHP-приложений;
- Python за счёт Python Tools[2].

## Разное
- XNA Game Studio — фреймворк, упрощающий создание игр при помощи Visual C#
- BREW Mobile Platform (BREWMP) Project Wizard and Compilation Toolbar — BREWMP Platform SDK, включающий в себя дополнение для Visual Studio 2008. Существует менеджер проектов (project wizard) для создания BREWMP-проектов и небольшую панель инструментов для компиляции под различные аппаратные платформы.

## Дополнения для IDE
| Название                   | Описание | Разработчик               | Год начала разработки | Лицензия           | Поддерживаемые версии VS                                                      |
| -------------------------- | --- | ------------------------- | --------------------- | ------------------ | ----------------------------------------------------------------------------- |
| AnkhSVN                    | Клиент Subversion для Visual Studio                                                                                        | CollabNet                 |                       | Apache 2.0 License | VS .NET 2002 VS .NET 2003 VS .NET 2005 VS .NET 2008 VS .NET 2010              |
| Beweevee for Visual Studio | Тонкий клиент, основанный на beWeeVee SDK, поддерживающий совместную работу (Live Collaboration) в VS                      | Corvalius                 |                       | Коммерческая       | VS .NET 2008                                                                  |
| CodeRush                   | Модуль для упрощения работы с кодом                                                                                        | Developer Express Inc.    |                       | Коммерческая       | VS .NET 2003 VS .NET 2005 VS .NET 2008 VS .NET 2010                           |
| Designbox                  | Модуль добавляет инструмент, позволяющий связать предварительные значения с элементами управления.                         | StudioWorks Software, LLC | 2008                  | Коммерческая       |                                                                               |
| Dotfuscator                | Модуль добавляет инструменты, препятствующие выполнению обратной разработки                                                | PreEmptive Solutions      | 2002                  | Коммерческая       | VS .NET 2002 VS .NET 2003 VS .NET 2005 VS .NET 2008 VS .NET 2010              |
| PVS-Studio                 | Статический анализатор, выявляющий ошибки в исходном коде приложений на языке C/C++/C#                                     | ООО "СиПроВер"            |                       | Коммерческая       | VS .NET 2010 VS .NET 2012 VS .NET 2013 VS .NET 2015 VS .NET 2017              |
| ReSharper                  | Модуль расширяет возможности рефакторинга для языков .NET, а также добавляет расширенную функциональность для IntelliSense | JetBrains                 | 2003                  | Коммерческая       | VS .NET 2003 VS .NET 2005 VS .NET 2008 VS .NET 2010 VS .NET 2012              |
| TracExplorer               | Интеграция Trac в Visual Studio 2005 и 2008                                                                                | Младен Михайлович Linne   | 2008                  | GPLv3              | VS .NET 2005 VS .NET 2008 VS .NET 2010                                        |
| Visual Assist X            | Рефакторинг и навигация по коду                                                                                            | Whole Tomato              | 2004                  | Коммерческая       | VS .NET 2002 VS .NET 2003 VS .NET 2005 VS .NET 2008 VS .NET 2010 VS .NET 2012 |
| VisualSVN                  | Интеграция Subversion в Visual Studio                                                                                      | VisualSVN Limited         | 2005                  | Коммерческая       | VS .NET 2003 VS .NET 2005 VS .NET 2008 VS .NET 2010 VS .NET 2012              |
| VsTortoise                 | Бесплатный модуль TortoiseSVN для Visual Studio                                                                            |                           |                       | Apache License     | VS .NET 2005 VS .NET 2008 VS .NET 2010                                        |
| XMLSpy                     | Встраивает XMLSpy IDE в Visual Studio                                                                                      | Altova                    |                       |                    |                                                                               |
| UModel                     | Добавляет в Visual Studio поддержку всех 14 типов UML-диаграмм и функциональность инженеринга кода                         | Altova                    |                       |                    | VS .NET 2005 VS .NET 2008 VS .NET 2010                                        |